# Bruce Greenwood
Stuart Bruce Greenwood (* 12. srpna 1956 Rouyn-Noranda, Québec) je kanadský herec.
Objevil se v různých televizních seriálech, ve filmu debutoval v roce 1982 a hrál např. ve snímcích Dvojí obvinění (1999), Třináct dní (2000), Detektivové z Hollywoodu (2003), Já, robot (2004), Capote (2005), Déjà Vu (2006), Lovci pokladů 2: Kniha tajemství (2007), Blbec k večeři (2010) a Super 8 (2011). Ve sci-fi filmu Star Trek (2009) ztvárnil postavu kapitána Christophera Pikea, v jehož roli se objevil i v následujícím snímku Star Trek: Do temnoty (2013).